# Noémie Vernon
Pour les articles homonymes, voir Vernon.

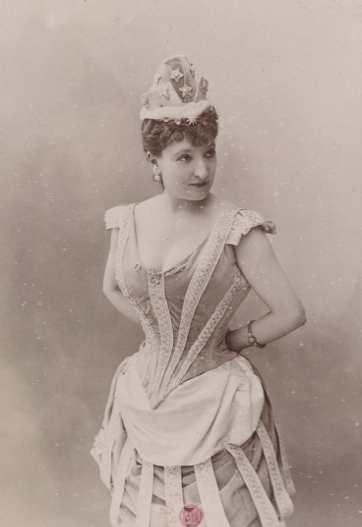
Portrait de Noémie Vernon (atelier Nadar)

Jenny Noémie Goliard dite Noémie Vernon (Paris, 7 novembre 1850 - Paris 16e, 13 avril 1934) est une artiste lyrique et une actrice de théâtre française.

## Biographie
Fille de commerçant, son père, décédé en 1882, avait occupé pendant une vingtaine d'années les fonctions de contrôleur au Palais-Royal et à l'Ambigu. Elle naît à Paris et étudie à Saint-Mandé dans la même pension que Jeanne Granier.
Elle débute à l'Eldorado vers 1875 comme chanteuse et actrice de théâtre-concert. Elle est engagée au Châtelet pour jouer dans Les Pilules du Diable. Elle passe à la Renaissance et chante le rôle de Bobinet dans La Famille Trouillat ; puis passe au théâtre des Folies-Dramatiques en 1876. Elle chante le rôle de Fleur de noblesse dans l'Œil Crevé de Hervé, les Mirlitons, Jeanne dans Jeanne, Jeannette et Jeanneton, en remplacement de Berthe Stuart ; Serpolette des Cloches de Corneville; Madame Favart.
En 1883, Mme Olga Léaut l'engage à l'Alcazar royal de Bruxelles et la fait débuter dans Madame Favart. Elle est engagée aux Bouffes-Parisiens en 1884, contrat qu'elle résilie en 1885. Elle est engagée pour plusieurs représentations à Monte-Carlo en 1885, au Casino d'Etretat pour la saison d’été 1888.
Elle est engagée un moment aux Variétés en 1897, puis la maladie la force au repos. Elle est paralysée aux environs de quarante ans, incapable de travailler, ayant épuisé complètement sa part de la représentation organisée pour elle par Fernand Samuel,, elle est réduite à la misère. Elle soigne un fils phtisique qui meurt, elle est privée de toute ressource. La Société des artistes l'aide en lui donnant une mince obole. En 1901, Le Figaro fait un appel à la charité publique.
En 1911, Noémie Vernon habite Paris et jouit de 400 fr de la fondation Larochelle depuis 1906,.

## Répertoire
- 1875 : Les Pilules du Diable, de Ferdinand Laloue, Anicet-Bourgeois ; musique d'Albert Vizentini, Théâtre du Châtelet
- 1876 : La Famille Trouillat, opérette en trois actes de Léon Vasseur, théâtre de la Renaissance.
- 1876 : Jeanne, Jeannette et Jeanneton, opéra-comique de Charles Clairville, Alfred Delacour ; musique de Paul Lacôme, création le 27 octobre 1876, Théâtre des Folies-Dramatiques (doublure de Berthe Stuart).
- 1877 : Les Cloches de Corneville, opéra-comique de Robert Planquette, livret de Clairville et Charles Gabet, au Théâtre des Folies-Dramatiques (doublure de Conchita Gélabert[N 4].)
- 1879 : Madame Favart, opéra-comique en trois actes de Jacques Offenbach, livret d’Alfred Duru et Henri Chivot, Théâtre des Folies-Dramatiques en remplacement de Juliette Simon-Girard.
- 1879 : La Fille du tambour-major, opéra-comique de Jacques Offenbach, livret d'Alfred Duru et Henri Chivot,le 13 décembre 1879, Folies-Dramatiques.
- 1881 : Les Poupées de l’infante, opéra-comique en 3 actes, musique de Charles Grisart, livret d'Henry Bocage et Armand Liorat, création le 3 avril 1881, Théâtre des Folies-Dramatiques
- 1881 : Les Cloches de Corneville, opéra-comique de Robert Planquette, livret de Clairville et Charles Gabet, reprise au Théâtre des Folies-Dramatiques,
- 1881 : Les Deux roses, de Clairville, Victor Bernard et Eugène Grangé,Théâtre des Folies-Dramatiques
- 1882 : Boccace, de Franz von Suppé, Théâtre des Folies-Dramatiques
- 1882 : Fanfan la Tulipe, opérette de Jules Prével et Paul Ferrier, musique de Louis Varney, création le 23 octobre 1882, Théâtre des Folies-Dramatiques.
- 1883 : Les Cloches de Corneville, opéra-comique de Robert Planquette, livret de Clairville et Charles Gabet, reprise au Théâtre des Folies-Dramatiques.
- 1883 : Madame Favart, opéra-comique en trois actes de Jacques Offenbach, livret d’Alfred Duru et Henri Chivot, Alcazar royal de Bruxelles.
- 1884 : Le Jour et la Nuit de Eugène Leterrier, Albert Vanloo, musique de Charles Lecocq, reprise au Théâtre des Folies-Dramatiques.
- 1884 : Le Chevalier Mignon, opéra-comique de Charles Clairville, Ernest Depré ; musique de Léopold de Wenzel, création le 23 octobre 1884, Théâtre des Folies-Dramatiques.
- 1884 : Le Diable au corps, opéra-bouffe de Ernest Blum et Raoul Toché, musique de Romualdo Marenco, création le 20 décembre 1884, théâtre des bouffes parisiens.
- 1885 : La Mascotte, opéra-comique d'Edmond Audran, livret d'Henri Chivot et d'Alfred Duru, Théâtre des Menus-Plaisirs
- 1886 :  Boccace, de Franz von Suppé, Théâtre du casino de Monte-Carlo.
- 1886 : Le Grand Mogol , opérette d'Edmond Audran, livret d'Alfred Duru et Henri Chivot, au Théâtre du casino de Monte-Carlo, au Théâtre-Français de Bordeaux[N 5] en septembre et au Théâtre de la Bourse à Bruxelles en décembre.
- 1887 : Le Grand Mogol Théâtre du Vaudeville
- 1887 : La Chatte blanche, féerie en 3 actes, texte de Théodore et Hippolyte Cogniard, le 3 avril 1881 au Châtelet : La Fée Violente
- 1887 : Boccace, opéra-comique de Friedrich Zell et Franz-Richard Genée, musique de Franz von Suppé, Théâtre du Château-d'Eau.
- 1887 : Paris sans Paris, revue de  Paul Ferrier, Clairville et Depré, théâtre de la Renaissance
- 1889 : Riquet à la Houppe, féerie de Théodore de Banville d'après Charles Perrault, Théâtre des Folies-Dramatiques : Fée Bichette.
- 1889 : Surcouf, opéra-comique, musique de Robert Planquette, livret d'Henri Chivot et d'Alfred Duru, reprise le 26 décembre 1889 au théâtre des Folies-Dramatiques.
- 1890 : Ma mie Rosette, opéra-comique de Jules Prével et Armand Liorat, musique de Paul Lacôme, Théâtre des Folies-Dramatiques 4 février 1890
- 1890 : La Fille de l'Air, Théâtre des Folies-Dramatiques, juin
- 1891 : Tout-Paris, revue de Georges Duval, musique de Louis Ganne, Théâtre du Châtelet
- 1895 : Les Turlutaines de l'année revue de Milher, musique d'Oscar de Lagoanère Olympia
- 1898 : L'Amour mouilée, opéra-comique , paroles de Jules Prével et Armand Liorat, musique de Louis Varney, reprise le 7 avril 1898 au théâtre de l'Athénée-Comique.